# Katarzyna Kenig
Katarzyna Kenig (ur. 1 kwietnia 1979 w Bytomiu) – polska koszykarka grająca na pozycji skrzydłowej. Jest bardzo uniwersalną i dobrze wyszkoloną technicznie zawodniczką, potrafiącą grać z powodzeniem na wszystkich pozycjach.
Zawodniczka ŁKS Łódź. Karierę rozpoczęła w Stali Bobrek Bytom. Ponadto grała we Włókniarzu Pabianice, Wiśle Kraków oraz Widzewie Łódź. Była reprezentantka kraju. Jest żoną byłego koszykarza i właściciela ŁKS-u Łódź, Filipa Keniga.
Do jej największych sukcesów należą: złoty medal MP 1997 oraz półfinał Pucharu im. Lilianny Ronchetti w barwach ŁKS Łódź.

## Przebieg kariery
- do 1996 – Stal Bobrek Bytom
- 1996–2000 – ŁKS Łódź
- 2000–2003 – MTK Pabianice (kontynuator tradycji sportowych Włókniarza Pabianice)
- 2003–2004 – ŁKS Łódź
- 2004–2005 – Wisła Kraków
- 2006–2009 – ŁKS Łódź
- 2009-2010 - urlop macierzyński
- 2010-2011 – Widzew Łódź
- 2011-2012 - ŁKS Łódź

## Osiągnięcia
Drużynowe
- Mistrzostyni Polski (1997,2006)
- Wicemistrzyni Polski (1998,2001,2002,2003,2005)

Indywidualne
- MVP kolejki FGE (7 – 2007/2008)[1]
- Liderka w skuteczności rzutów za 3 punkty I ligi (2014)